# 11934 Lundgren
11934 Lundgren eller 1993 FL4 är en asteroid i huvudbältet som upptäcktes den 17 mars 1993 av UESAC vid La Silla-observatoriet. Den är uppkallad efter astronomen Kjell Lundgren.